# Ваганово (Кемеровская область)
Вага́ново — село в Промышленновском районе Кемеровской области. Административный центр Вагановского сельского поселения.

## География
Центральная часть населённого пункта расположена на высоте 218 м над уровнем моря.

## Население
| 2010 |
| ---- |
| 1507 |

### Половой состав
По данным Всероссийской переписи населения 2010 года, в селе Ваганово проживало 1507 человек (734 мужчины, 773 женщины).

## Улицы
| - пер. Весенний, - пер. Восточный, - ул. Заводская, - ул. Заречная, - ул. Луговая, | - ул. Мира, - ул. Новая, - ул. Партизанская, - ул. Садовая, - ул. Северная, | - ул. Таёжная, - ул. Центральная, - пер. Центральный, - ул. Черёмушки. |